# Donna io donna tu
Donna io donna tu è un album di Loretta Goggi del 1988 pubblicato su etichetta Fonit Cetra. 

## Descrizione
Dopo la grande consacrazione di Loretta Goggi come uno dei personaggi femminili di punta della RAI negli anni ottanta, che la vedono protagonista in programmi di successo quali il Loretta Goggi in quiz, il Festival di Sanremo, Il bello della diretta, Canzonissime la cantante prosegue il suo nuovo corso musicale dopo aver firmato un contratto quinquennale con la casa discografica Fonit Cetra, all'epoca di proprietà della televisione di stato, per la realizzazione di cinque album, avvalendosi di Mario Lavezzi come nuovo produttore..
A differenza dei precedenti album prodotti con Lavezzi, C'è poesia e C'è poesia due, la Goggi si affida ad un unico paroliere, Oscar Avogadro, che esplora l'universo femminile in tutte le sue sfaccettature realizzando di fatto un concept album.
Il disco affronta tematiche sentimentali care alla cantante ma anche nuovi argomenti come la condizione della donna in generale come nel brano Mama dove si affronta il tema dell'Apartheid visto dagli occhi di una donna e Ma prima o poi, testo dalle velate sfaccettature politiche.

## Promozione e successo commerciale
Le canzoni Ma prima o poi e Da qui vennero utilizzate come sigle per la trasmissione Ieri, Goggi e Domani, condotta con successo da Loretta su Raiuno. Il disco venne pubblicato ad una settimana dalla fine del programma. Dall'album non fu estratto alcun singolo, per dare maggiore spinta alle vendite dell'album.

## Edizioni
L'album è stato pubblicato dalla Fonit Cetra con numero di catalogo TLPX 199 in LP e musicassetta. 
L'album è stato ristampato per la prima volta su CD nel 2010 nella collana Original Album Series edita dalla Rhino Records per la Warner Fonit.

## I musicisti
- Loretta Goggi: voce
- Pinuccio Pirazzoli[4]: arrangiamenti
- Oscar Avogadro: Testi

## Tracce
Testi di Francesco Massimiani, Oscar Avogadro, musiche di Mario Lavezzi, Dario Farina, Mario Balducci, Settimo Sardo.
1. Ma prima o poi – 3:47 (testo: Oscar Avogadro – musica: Mario Lavezzi)
2. Sarà – 4:35 (testo: Oscar Avogadro – musica: Dario Farina)
3. Donna io donna tu – 3:50 (testo: Oscar Avogadro – musica: Mario Balducci)
4. Mama – 4:22 (testo: Oscar Avogadro – musica: Mario Balducci)
5. Da qui – 3:34 (testo: Oscar Avogadro, Francesco Massimiani – musica: Settimo Sardo)
6. Free shop – 3:21 (testo: Oscar Avogadro – musica: Malbo)
7. Questa notte dormo qui – 3:03 (testo: Oscar Avogadro – musica: Mario Lavezzi)
8. Ad occhi chiusi – 3:31 (testo: Oscar Avogadro – musica: Mario Lavezzi)
9. Con più cuore – 3:31 (testo: Oscar Avogadro – musica: Mario Lavezzi)